# هریپسیمه هونانیان
هریپسیمه تاریلی هونانیان (ارمنی: Հռիփսիմե Տարիելի Հունանյան؛ زادهٔ ۱۷ اوت ۱۹۸۲) یک  سیاستمدار اهل ارمنستان است که از تاریخ ۲۰۲۱ تا تاریخ ۲۰۲۶ سمت نمایندگی دوره هشتم مجلس ملی جمهوری ارمنستان را برعهده داشت.

## زندگی‌نامه
در ۱۷ اوت ۱۹۸۲ ‏ در ایروان به دنیا آمد 